# Essig-Rose
Die Essig-Rose (Rosa gallica), auch Gallica-Rose genannt, ist eine Pflanzenart aus der Gattung Rosen (Rosa) innerhalb der Familie der Rosengewächse (Rosaceae). Sie ist eine robuste Wildrose, die seit vielen Jahrhunderten kultiviert wird und von der viele unserer heutigen Garten-Rosen abstammen; sie wird zu den Alten Rosen gezählt.

## Beschreibung
Die Essig-Rose wächst als sommergrüner, gedrungener, aufrechter Strauch und erreicht Wuchshöhen von etwa 1 Meter. Es werden weithin kriechende Ausläufer gebildet. Die Zweige sind grün oder stumpfgrün. Die Stacheln sind sehr ungleich, meist gekrümmt, aber auch gerade und oft mit zahlreichen mehr oder weniger geraden Stachelborsten  und Stieldrüsen besetzt.
Die 2 bis 6 Zentimeter langen Laubblätter sind unpaarig gefiedert mit meist drei oder fünf, selten sieben Fiederblättchen. Der Blattstiel und -spindel sind durch Drüsen und Haken rau. Die ledrigen Fiederblättchen sind bei einer Breite von 2 bis 6 Zentimetern breit elliptisch oder eiförmig mit abgerundeter bis herzförmiger Basis und stumpfem oder plötzlich zugespitztem oberen Ende. Die Oberseite der Fiederblättchen ist dunkelgrün sowie rau und die Unterseits heller sowie oft leicht behaart. Die Sommerblätter bleiben bis in den Winter am Strauch. Die Nebenblätter sind schmal.

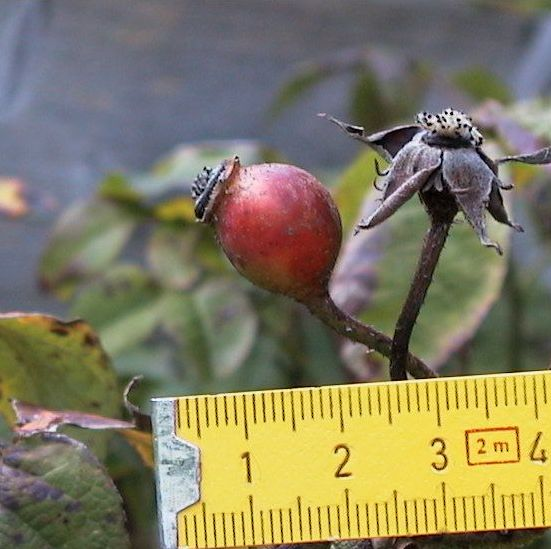
Hagebutte von Rosa gallica 'Versicolor'

Die Blütezeit reicht von Juni bis Juli. Die Blüten stehen meist einzeln auf dicken, drüsigen Blütenstielen. Tragblätter sind vorhanden. Die Blütenstiele, Blütenbecher und die Kelchblätter sind meist stieldrüsig. Die duftenden, zwittrigen Blüten sind bei einem Durchmesser von 4 bis 6 Zentimetern radiärsymmetrisch und fünfzählig mit doppelter Blütenhülle. Die äußeren Kelchblätter sind stark gefiedert, nach der Blüte straff zurückgeschlagen und hinfällig. Die fünf Kronblätter sind ausgerandet, hellrot bis dunkelpurpurn, sie haben einen hellen Nagel. Die kurzen Griffel sind frei.
Die Hagebutten sind bei einer Länge von etwa 1,5 Zentimetern kugelig oder birnenförmig, wenig fleischig, vor der Reife drüsenborstig und färben sich bei Reife braunrot.
Die Chromosomenzahl beträgt 2n = 21 oder 28.

## Ökologie
Bei der Essig-Rose handelt es sich um einen Nanophanerophyten. Die vegetative Vermehrung geschieht durch unterirdische Ausläufer.

## Vorkommen
In Mitteleuropa fehlt die Essig-Rose nördlich von Main und Mosel (mit Ausnahme der südlichen Eifel, der Rhön und der Haßberge). In den Mittelgebirgen mit kalkhaltigem Gestein ist sie selten, sie bildet dort aber oft lockere Bestände; in den Alpen fehlt sie.
Die Gallica-Rose wächst wild in Laubwäldern und auf trockenen Wiesen in Mitteleuropa und Südeuropa. Sie wurde schon von den Römern als Heilpflanze, zur Herstellung von Parfüm und Rosenessig in Plantagen angebaut. Als Heilpflanze wurde sie nach Untergang des römischen Reiches in Klostergärten, später auch als Zierpflanze in privaten Gärten angepflanzt. Sie kann wurzelecht vermehrt werden und treibt Ausläufer, die im Garten schwer wieder zu entfernen sind.
Die wärmeliebende Essig-Rose braucht Frühjahrsnässe und Sommertrockenheit in Licht- bis Halbschattenlage. Sie gedeiht am besten auf nährstoffreichen, aber kalkarmen, schweren Lehm- oder Tonböden. Sie besiedelt Waldränder und Wegraine im Hügel- und im Bergland. Sie kommt in Mitteleuropa vor allem in Gesellschaften der Verbände Berberidion oder Geranion sanguinei, aber auch in denen der Ordnung Quercetalia pubescentis oder des Verbands Carpinion vor.

## Systematik
Die Erstveröffentlichung von Rosa gallica erfolgte durch Carl von Linné.
Rosa gallica ist die einzige Art der Sektion Rosa in der Untergattung Rosa innerhalb der Gattung Rosa. In molekulargenetischen Studien befindet sich Rosa gallica innerhalb der Klade der Sektion Caninae, verfügt jedoch über eine normale Meiose (vrgl. Canina-Meiose). Sie oder eine unbekannte/ausgestorbene nah verwandte Art könnte eine der Elternarten der allopolyploiden Caninae-Arten sein.

## Nutzung der Gallica-Rosen
Neben ihrem Duft und ihrer Zierde für Gärten wird die Rosa gallica schon seit dem Altertum für die Herstellung von Rosenöl, Rosenwasser, Rosenessig und ihre Blütenblätter als Tee von Apothekern genutzt. Der Auszug der Blüten wirkt adstringierend und wird zur Heilung im Mund- und Rachenbereich, zum Gurgeln sowie zur Behandlung schlecht heilender Wunden verwendet.

### Sorten
Die Farbpalette der Gallica-Rosen liegt hauptsächlich in einem Bereich zwischen kräftigem oder dunklem Rosa über leuchtendes Purpur-, Magenta- oder Kirschrot bis hin zu ganz dunklen Weinrot- und Purpurttönen; es gibt auch einige Sorten in hellen Rosatönen. Die schon im Mittelalter bekannte magentarote Sorte 'Officinalis' (Apotheker-Rose) war im 15. Jahrhundert als 'Red Rose of Lancaster' das Symbol des Hauses Lancaster. Ihr gegenüber stand die Rosa alba, die 'Weiße Rose' der Adelsfamilie des Hauses York.
Ein bekannter Sport (plötzlich auftretende Mutation), der aus der Sorte 'Officinalis' vor 1583 (Erwähnung bei Carolus Clusius als Rosa gallica variegata) entstanden ist, heißt 'Versicolor' oder auch 'Rosa Mundi' und hat hell karmesinrot-weiß gestreifte Blüten. Die 'Rosa Mundi' wurde 2009 in die Hall of Fame der Weltrosen gewählt.
Ein Zentrum des Anbaus von Rosa gallica war die Stadt Provins bei Paris, daher wird sie auch Provinsrose genannt. Vom Anfang des 17. Jahrhunderts, als es nur etwa ein Dutzend verschiedener Sorten der Gallica-Rose gab, bis zum Beginn des 19. Jahrhunderts stieg die Zahl der Sorten durch Züchtungen in Holland und Frankreich auf über 1000 an. Einige beliebte Sorten der Rosa gallica im Überblick:
- 'Aimable Rouge', vor 1800, kirschrot, aufhellend zu magentarosa, gefüllt;
- 'Camaieux', 1830, pink bis rosarot mit weiß gestreift, gefüllt;
- 'Cardinal de Richelieu', 1840, purpurviolett, sehr dunkel, gefüllt;
- 'Charles de Mills', vor 1811, purpur-karmesinrot, dichtgefüllt;
- 'Conditorum' („Konditor-Rose“), eingeführt von Dieck (D) 1889, kirsch- bis magentarot, locker gefüllt;
- 'Duc de Guiche', vor 1810, kirschrot bis magentarot, später lilarosa, dichtgefüllt;
- 'James Mason', Peter Beales, 1982, karmin- oder scharlachrot, halbgefüllt;
- 'Jenny Duval', 1800, innen weinrot außen blassrosa, später aufhellend, gefüllt;
- 'Officinalis' („Apotheker-Rose“), vor 1310, magentarot, halbgefüllt;
- 'Perle von Weißenstein', Schwartzkopf (D) 1773, älteste deutsche Rosenzüchtung, rosa, gefüllt;
- 'Tuscany', vor 1581 (Erwähnung bei Lobel), Samtrose, dunkelrot, halbgefüllt;
- 'Versicolor', vor 1583, magenta- oder kirschrot mit weiß oder blassrosé gestreift, halbgefüllt;
- 'Violacea', vor 1581 (Erwähnung bei Lobel), Samtrose, dunkelrot, halbgefüllt.

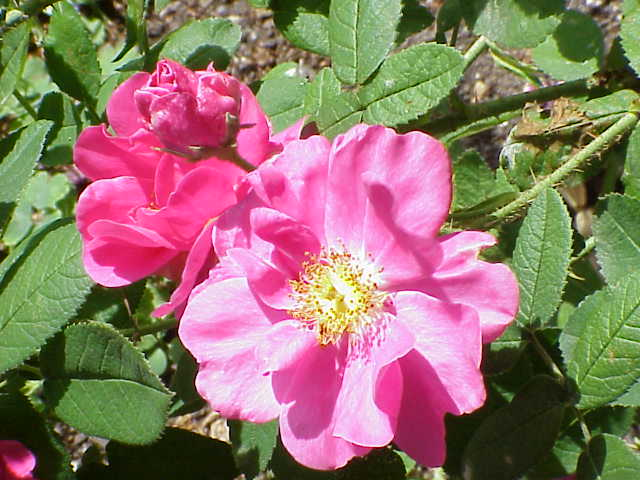
'Officinalis'
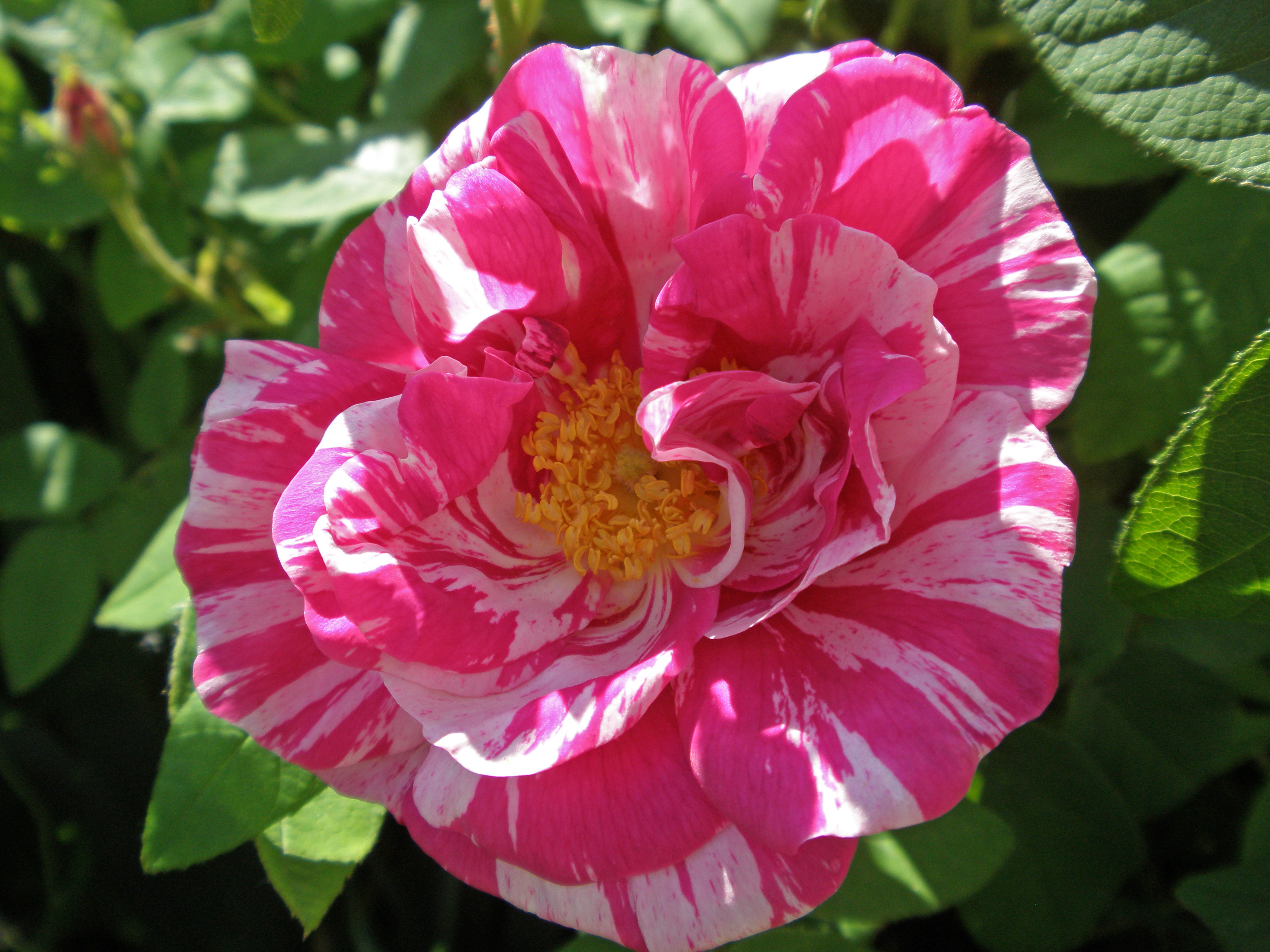
'Versicolor', Weltrose
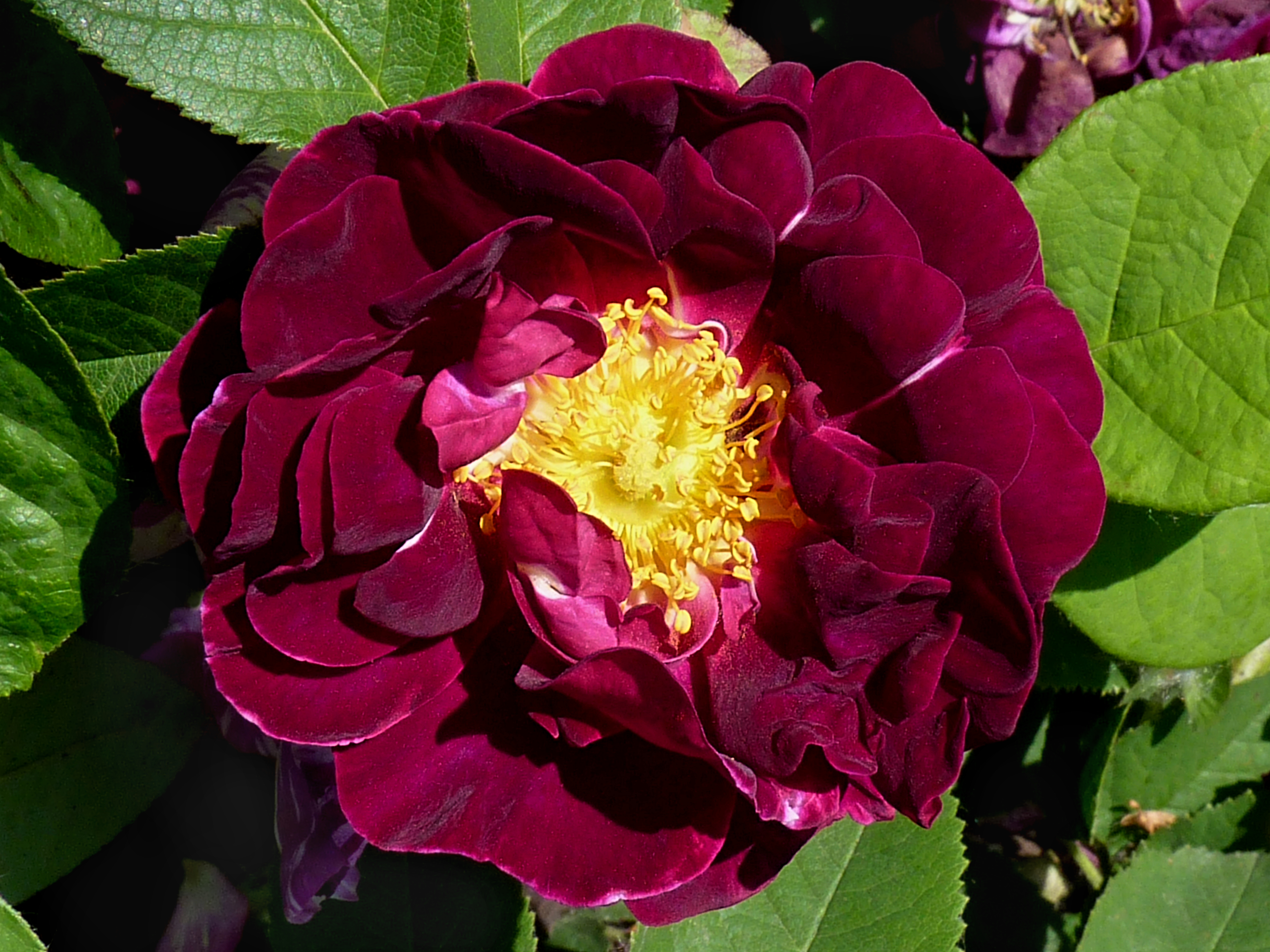
'Tuscany'
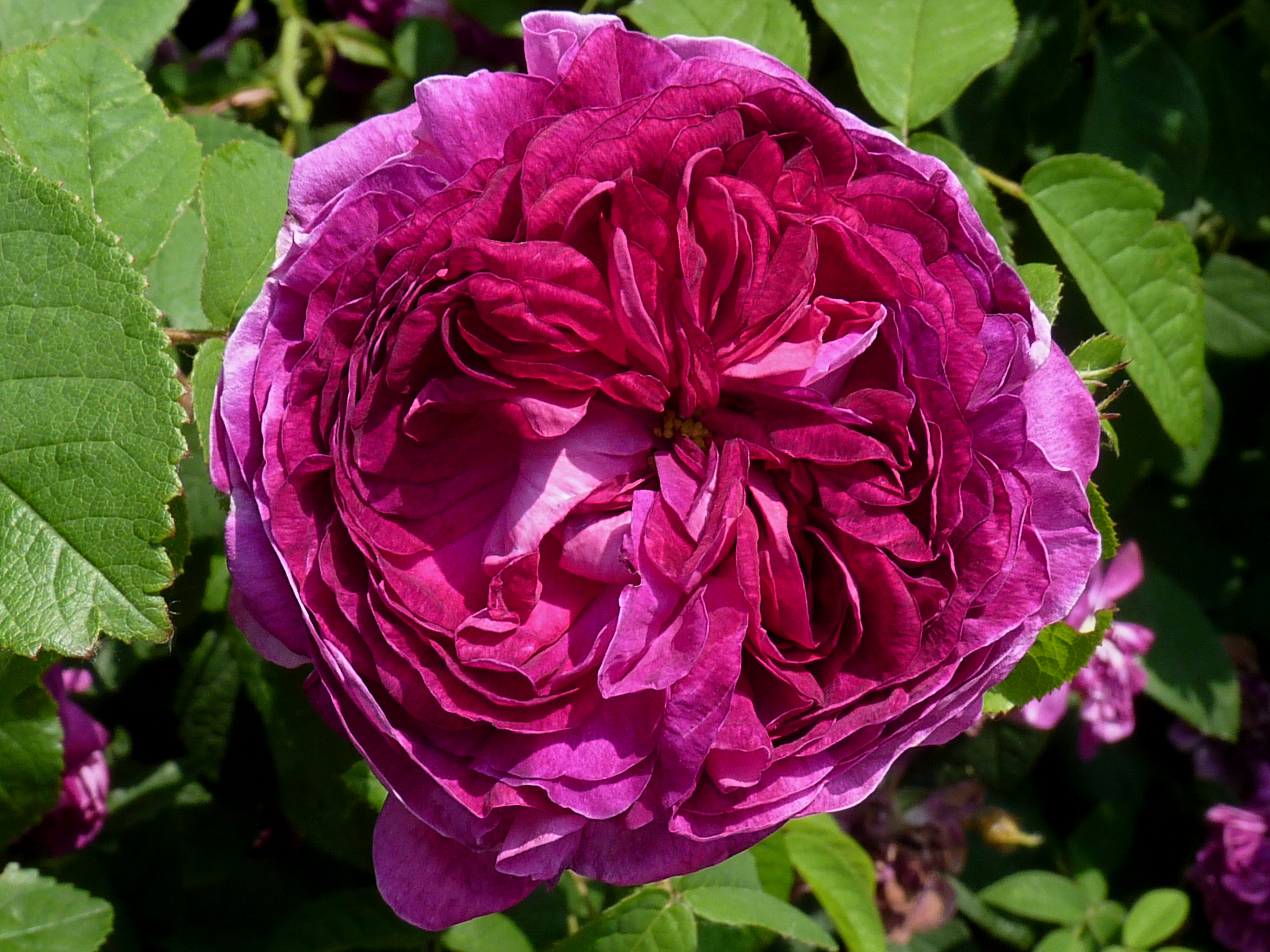
'Charles de Mills'
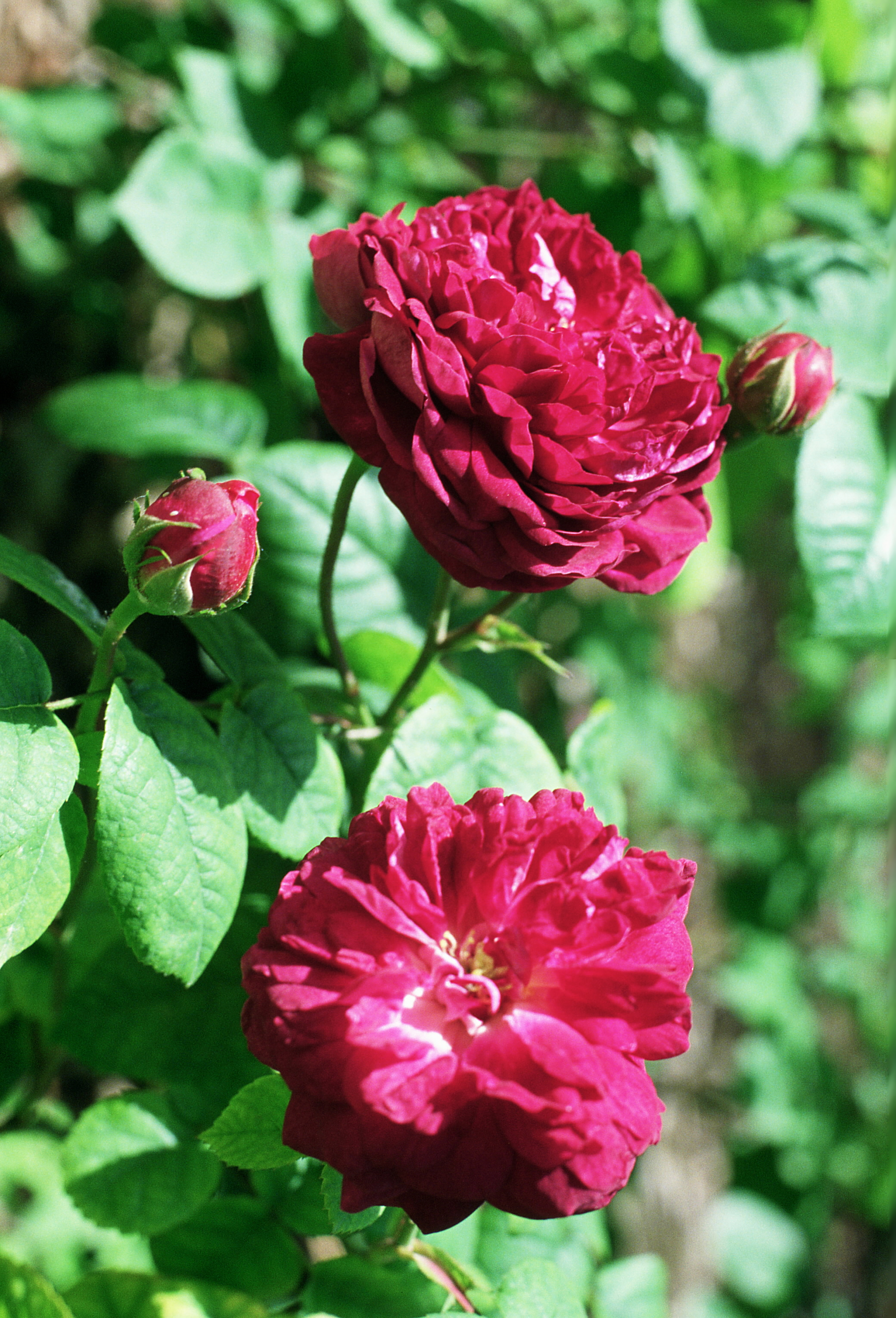
'Cardinal de Richelieu'
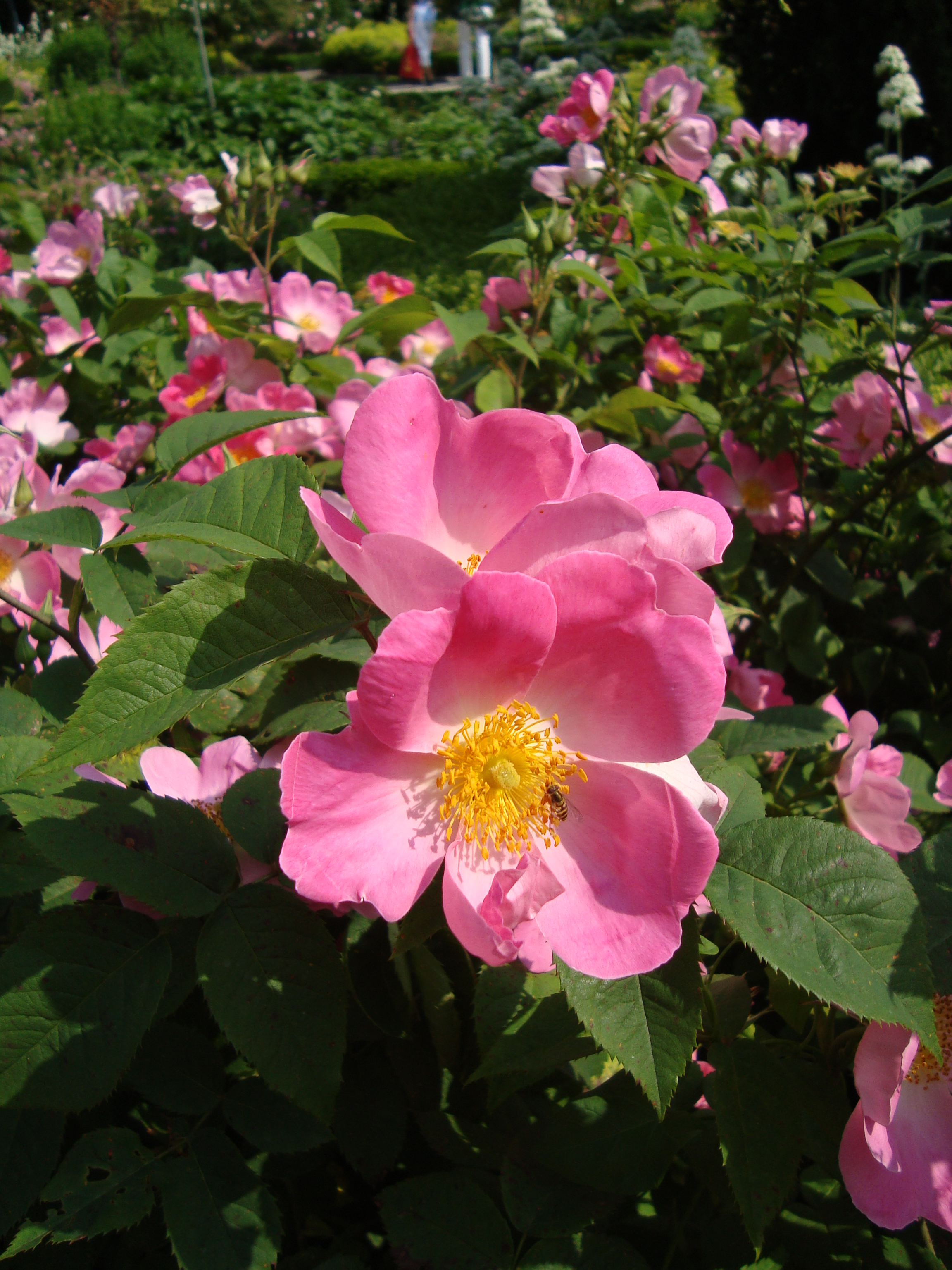
'Complicata'
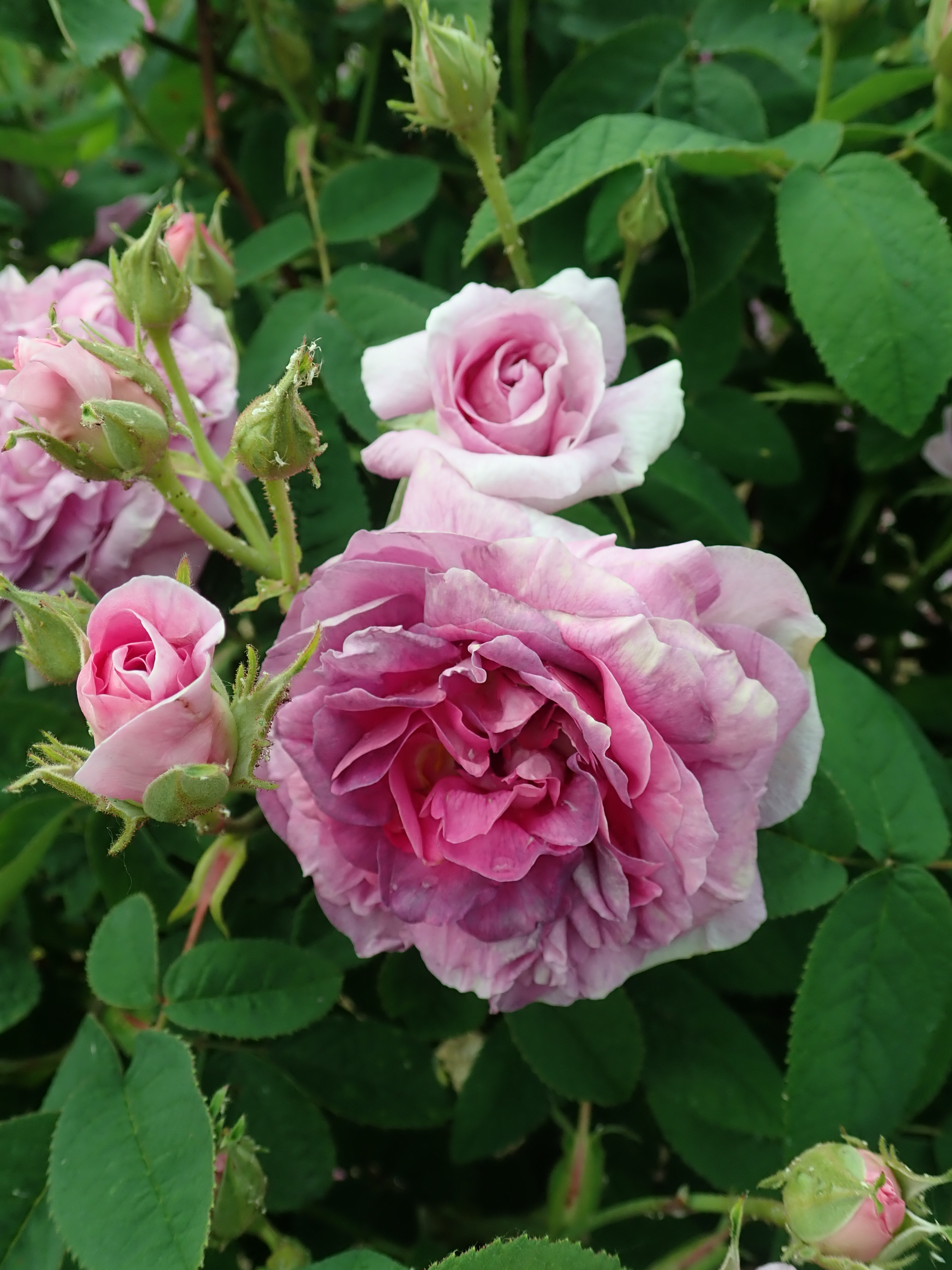
'Jenny Duval'